# Ischnus canariensis
Ischnus canariensis är en stekelart som först beskrevs av Hellen 1949.  Ischnus canariensis ingår i släktet Ischnus och familjen brokparasitsteklar. Inga underarter finns listade i Catalogue of Life.